# Tübinger Bogen zur Erfassung von Schmerzverhalten
Der Tübinger Bogen zur Erfassung von Schmerzverhalten (TBS) ist eine deutsche Modifikation der Pain Behavior Checklist (PBC) zur Verhaltensbeobachtung bei Schmerzen. 

## Bewertungskategorien
Der Bewertungsbogen wurde 1991 von Herta Flor entwickelt. Damit können elf Verhaltenskategorien von einem geschulten Beobachter beurteilt werden. Der Bogen kodiert die Auftretenshäufigkeit der Symptome innerhalb eines bestimmten Zeitraumes anhand von definierten Situationen oder per Video in drei Kategorien: nie, manchmal und fast immer. Untersuchte Merkmale sind humpeln, stöhnen, Gesicht verziehen, verkrampfte Haltung, Befühlen der schmerzenden Stellen, häufiges Wechseln der Haltung, verlangsamte Bewegungen, klagen, Verweigern von Aktivitäten, weinen und schonen.